# Nuoto ai Giochi della XI Olimpiade - 1500 metri stile libero maschili
La competizione 1500 metri stile libero maschili di nuoto dei Giochi della XI Olimpiade si è svolta nei giorni dal 13 al 15 agosto 1936 al Berlin Olympic Swim Stadium

## Risultati

### Batterie
13 agosto 1936 ore 11:15
I primi tre di ogni serie più i due migliori tempo degli esclusi furono ammessi alle semifinali.
| Pos. | Atleta           | Nazione       | Tempo   |
| ---- | ---------------- | ------------- | ------- |
| 1    | Sunao Ishiharada | Giappone      | 19'55"8 |
| 2    | Bob Leivers      | Gran Bretagna | 20'04"4 |
| 3    | Heinz Arendt     | Germania      | 20'10"7 |
| 4    | Bob Pirie        | Canada        | 20'16"4 |
| 5    | Manoel Villar    | Brasile       | 21'49"9 |
| 6    | István Angyal    | Ungheria      |         |

| Pos. | Atleta           | Nazione     | Tempo   |
| ---- | ---------------- | ----------- | ------- |
| 1    | Jack Medica      | Stati Uniti | 19'55"5 |
| 1    | Noboru Terada    | Giappone    | 19'55"5 |
| 3    | Jørgen Jørgensen | Danimarca   | 21'42"0 |
| 4    | Robert Hooper    | Canada      | 21'47"4 |
| 5    | João Havelange   | Brasile     | 22'54"1 |

| Pos. | Atleta          | Nazione     | Tempo   |
| ---- | --------------- | ----------- | ------- |
| 1    | Shunpei Uto     | Giappone    | 19'48"3 |
| 2    | Ralph Flanagan  | Stati Uniti | 19'49"9 |
| 3    | Hans Freese     | Germania    | 20'13"7 |
| 4    | Christian Talli | Francia     | 21'03"0 |
| 5    | Bob Hamerton    | Canada      | 21'05"5 |
| 6    | Aage Hellstrøm  | Danimarca   | 21'16"9 |

| Pos. | Atleta            | Nazione       | Tempo   |
| ---- | ----------------- | ------------- | ------- |
| 1    | James Cristy      | Stati Uniti   | 20'26"5 |
| 2    | Norman Wainwright | Gran Bretagna | 20'47"6 |
| 3    | Otto Przywara     | Germania      | 20'59"0 |
| 4    | Edmund Pader      | Austria       | 21'13"9 |

### Semifinali
14 agosto 1936 ore 15:30
I primi tre di ogni serie più i il miglior tempo degli esclusi furono ammessi alla finale.
| Pos. | Atleta           | Nazione       | Tempo   |
| ---- | ---------------- | ------------- | ------- |
| 1    | Noboru Terada    | Giappone      | 19'48"6 |
| 2    | Ralph Flanagan   | Stati Uniti   | 19'59"4 |
| 3    | Bob Leivers      | Gran Bretagna | 20'10"0 |
| 4    | James Cristy     | Stati Uniti   | 20'25"8 |
| 5    | Hans Freese      | Germania      | 20'27"6 |
| 6    | Otto Przywara    | Germania      | 20'55"0 |
| 7    | Jørgen Jørgensen | Danimarca     | 21'46"3 |

| Pos. | Atleta            | Nazione       | Tempo   |
| ---- | ----------------- | ------------- | ------- |
| 1    | Jack Medica       | Stati Uniti   | 19'42"8 |
| 2    | Sunao Ishiharada  | Giappone      | 19'53"9 |
| 3    | Shunpei Uto       | Giappone      | 19'55"6 |
| 4    | Heinz Arendt      | Germania      | 19'56"1 |
| 5    | Norman Wainwright | Gran Bretagna | 20'14"4 |
| 6    | Bob Pirie         | Canada        | 20'17"3 |
| 7    | Christian Talli   | Francia       | 21'09"8 |

### Finale
15 agosto 1936 ore 16:10
| Pos.    | Atleta           | Nazione       | Tempo   |
| ------- | ---------------- | ------------- | ------- |
| Oro     | Noboru Terada    | Giappone      | 19'13"7 |
| Argento | Jack Medica      | Stati Uniti   | 19'34"0 |
| Bronzo  | Shunpei Uto      | Giappone      | 19'34"5 |
| 4       | Sunao Ishiharada | Giappone      | 19'48"5 |
| 5       | Ralph Flanagan   | Stati Uniti   | 19'54"8 |
| 6       | Bob Leivers      | Gran Bretagna | 19'57"4 |
| 7       | Heinz Arendt     | Germania      | 19'59"0 |